# なとり (護衛艦)
なとり（ローマ字：JS Natori, FFM-9）は、海上自衛隊の護衛艦。もがみ型護衛艦の9番艦。艦名は宮城県の名取市及び仙台市を流れる名取川に由来する。この名を受け継いだ日本の艦艇としては日本海軍の長良型軽巡洋艦の3番艦「名取」に続き2代目にあたり、海上自衛隊の艦艇では初の命名である。
本記事は、本艦の艦歴について主に取り扱っているため、性能や装備等の概要についてはもがみ型護衛艦を参照されたい。

## 艦歴
中期防衛力整備計画に基づく令和4年度計画護衛艦として、三菱重工業に発注され、2023年7月6日に三菱重工業長崎造船所で起工、2024年6月24日に命名され進水した。今後、艤装や性能試験を経て、2025年度中に就役する予定。

### 歴代艦長
| 代   | 氏名 | 在任期間 | 出身校・期 | 前職 | 後職 | 備考 |
| 艦長 | 艦長 | 艦長     | 艦長       | 艦長 | 艦長 | 艦長 |
| ---- | ---- | -------- | ---------- | ---- | ---- | ---- |
| 1    |      |          |            |      |      |      |